# Любов Орлова (кораб)
„Любов Орлова“ (на английски: MV Lyubov Orlova, до 1999 г. на руски: „Любовь Орлова“ или Lyubovy Orlova) е круизен кораб без екипаж, блуждаещ на дрейф в Северния Атлантически океан от януари 2013 г.

## История
Корабът е построен по поръчка на СССР в градчето Кралевица, Приморско-горанска жупания, Хърватия, Югославия през 1976 г. Наименуван е в чест на съветската актриса, народна артистка на СССР, Любов Орлова. Служи като експедиционен круизен кораб. Често плава в Антарктика и Арктика.
Първоначално собственик на кораба става Далекоизточното морско параходство, Владивосток. Използван е за круизи. През 1999 г. е обновен и продаден на американската компания Quark Expeditions за круизи до Антарктика и Арктика.
Корабът е ремонтиран през 1999 г. и е нает от Marine Expeditions за круизи до Антарктическия полуостров през 2000 г. Той претърпява обширни ремонти през 2002 г. и впоследствие е нает от Quark Expeditions за пътувания до Антарктика и Cruise North Expeditions за пътувания до Арктика.
Любов Орлова засяда на остров Десепшън, Антарктида на 27 ноември 2006 г. Изтеглен е от ледоразбивача на испанския флот „Лас Палмас“ и се отправя към Ушуая, Огнена земя.

## Извеждане от експлоатация
През септември 2010 г. Любов Орлова беше задържана в Сейнт Джонс, Нюфаундленд, Канада поради дългове от 251 000 щатски долара от наемателя Cruise North Expeditions. Освен това, 51 членове на екипажа не са получавали заплати от пет месеца.
Корабът е конфискуван в Нюфаундленд и през февруари 2012 г. Купен е на безценица от Neptune International Shipping и новият собственик планира да го закара до Доминикана за да бъде нарязан за скрап.

## Дрейф
Изоставеният кораб е бил завързан в пристанището на Сейнт Джонс повече от 2 години. След това е теглен на буксир до Доминиканската република, за да бъде бракуван. Влекачът Charlene Hunt собственост на американския оператор на влекачи Hunt Marine, е нает да тегли кораба. В деня след напускането на пристана, въжето за теглене се къса. Екипажът на влекача се опитва да свърже отново линията, но беше възпрепятстван от ветрове със скорост 35 км/ч и вълни от 3 метра. До 28 януари 2013 г. Любов Орлова бавно се носи на изток от югоизточния край на полуостров Авалон в Канада.
Офшорният снабдителен кораб Atlantic Hawk, по договор с Husky Energy беше натоварен със задачата да възвърне контрола над свободно плаващия кораб, който представляваше риск за нефтените и газовите платформи в региона. На 1 февруари 2013 г. транспортната служба на Канада обяви, че на 31 януари Atlantic Hawk успешно е поел контрола над Любов Орлова. Вече в международни води, транспортната служба на Канада решава да я освободи „Любов Орлова“, тъй като вече не представлява заплаха за безопасността на петролните платформи, техния персонал или морската среда.
На 23 февруари, според Националната агенция за геопространствено разузнаване, Любов Орлова е била забелязана на около 1300 морски мили от ирландския бряг. Седмица по-късно корабът беше обект на новинарски репортажи в Ирландия и Исландия и беше издадено предупреждение за по-малките плавателни съдове. На 1 март ирландските медии съобщиха, че сигнал от аварийния радиомаяк на кораба (EPIRB) е получен от 700 морски мили от брега на Кери, Ирландия, все още в международни води. EPIRB започва да предава само когато устройството е изложено на вода, което кара експертите да предполагат, че корабът може да е потънал.
Преглед, публикуван през октомври 2013 г., цитира получаването на два сигнала за бедствие от EPIRB от Любов Орлова в средата на океана, един на 23 февруари и друг на 12 март.

## Маршрут
- септември 2010 г. – 23 януари 2013 г., Сейнт Джонс, пристанището на Нюфаундленд, 47°33′49″N 52°42′4″W
- 24 януари 2013 г. – при тегленето на буксир, въжето се къса
- 1 февруари 2013 г. – осигурено е второ теглене
- 7 февруари 2013 г. – пуснат в международни води
- 23 февруари 2013 г. – забелязан на 1300 морски мили (2400 км; 1500 мили) от Ирландия 49°22.70′N 44°51.34′W

Смята се, че корабът е потънал в международни води, след като сигналите за бедствие EPIRB са били активирани в началото на 2013 г.

## Таблоидни спекулации
- През януари 2014 г. имаше спекулации, базирани на интервю със спасител в британския таблоид „Сън“, че корабът може да се приближава до бреговете на Англия и да е пълен със заразени плъхове канибали, принудени да се ядат един друг, за да оцеляват. Впоследствие слуховете бяха развенчани.[3]
- През ноември 2017 г. британският таблоид Daily Star спекулира, че останките, заровени в пясък на плаж в Коронадо, Калифорния, може да са изчезналия кораб Любов Орлова, но останките всъщност са тези на SS Monte Carlo.

През 1978 г. корабът е договорен за използване във филма Bear Island, който се снима в Канада. За филма корабът бе пребоядисан, за да бъде трансформиран в „британския“ кораб MS Morning Rose.

## Галерия
- Край бреговете на Антарктида
- На пристана в порт Сейнт Джонс
- „Любов Орлова“ пред гигантския кораб Star Princess в Ушуая, Аржентина